# Cuca, Argeș
Cuca là một xã thuộc hạt Argeș, România. Dân số thời điểm năm 2002 là 2345 người.